# 足守町
足守町（あしもりちょう）は、かつて岡山県吉備郡にあった町である。1971年（昭和46年）5月1日に岡山市に編入され廃止された。現在は同市北区の足守地域となっている。本項では同町の町制前の名称である賀陽郡足守村（あしもりそん）についても述べる。

## 歴史
古くは備中国賀陽郡葦森郷と大井郷に属し、1601年（慶長6年）に木下氏の所領となった。その後浅野氏を経て、再び木下氏の所領となり明治維新に至った。
1871年（明治4年）7月14日、廃藩置県の布告により足守藩の藩域をもって足守県が成立され、賀陽郡足守村の陣屋町に県庁が置かれたが、同年11月に統合されて深津県となった。
1889年（明治22年）6月1日の町村制施行により、足守村（後に町制施行）・大井村・日近村・岩田村・福谷村が発足した。戦後、1954年（昭和29年）10月にこれら5町村の合併問題が検討されたが実現には至らず、1956年（昭和31年）2月に再度合併協議が行われた結果、同年3月31日に合併して新・足守町が発足した。
1971年5月1日、足守町は岡山市に編入合併され、元の20大字はそのまま町名に継承された（後に岡山市上足守は岡山市足守に改称）。

### 沿革
- 1601年（慶長6年） 木下家定が播磨国姫路藩より転封し石高2万5千石で足守藩を立藩。
- 1810年（文化7年） 緒方洪庵誕生。
- 1871年（明治4年）7月14日 廃藩置県により、足守藩が足守県となる。
- 1871年（明治4年）11月15日 足守県他11県が合併し、深津県（後の小田県）を新設。
- 1875年（明治8年）12月10日 小田県が岡山県に編入合併したため、岡山県の管轄下となる。
- 1889年（明治22年）6月1日 町村制施行により賀陽郡上足守村・下足守村・上土田村の地域をもって同郡足守村を新設。
- 1896年（明治29年）2月26日 町制施行により足守町（旧）となる。
- 1900年（明治33年）4月1日 賀陽郡と下道郡が合併して吉備郡を新設したため、吉備郡足守町となる。
- 1904年（明治37年）11月15日 吉備郡生石村に足守駅が開業。（吉備郡生石村は1955年1月1日に高松町（旧）、都窪郡加茂村と合併して高松町（新）となる）
- 1956年（昭和31年）3月31日 足守町・福谷村・大井村・日近村・岩田村が合併して足守町（新）を新設。
- 1971年（昭和46年）5月1日 足守町が岡山市に編入される。
- 1990年（平成2年） 岡山県が足守町並み保存地区に指定する。
- 2009年（平成21年）4月1日 岡山市が政令指定都市に移行した事に伴い、北区の管轄下となる。

## 人口
足守町（に該当する地域）の人口の推移
| \| 1920年（大正9年） \| 10,442人 \| \| \| 1925年（大正14年） \| 10,237人 \| \| \| 1930年（昭和5年） \| 10,435人 \| \| \| 1935年（昭和10年） \| 10,150人 \| \| \| 1940年（昭和15年） \| 9,639人 \| \| \| 1947年（昭和22年） \| 12,480人 \| \| \| 1950年（昭和25年） \| 12,243人 \| \| \| 1955年（昭和30年） \| 11,682人 \| \| \| 1960年（昭和35年） \| 10,789人 \| \| \| 1965年（昭和40年） \| 10,002人 \| \| \| 1970年（昭和45年） \| 8,941人 \| \| |          |  |
| 総務省統計局 / 国勢調査 |          |  |
| 1920年（大正9年） | 10,442人 |  |
| 1925年（大正14年） | 10,237人 |  |
| 1930年（昭和5年） | 10,435人 |  |
| 1935年（昭和10年） | 10,150人 |  |
| 1940年（昭和15年） | 9,639人  |  |
| 1947年（昭和22年） | 12,480人 |  |
| 1950年（昭和25年） | 12,243人 |  |
| 1955年（昭和30年） | 11,682人 |  |
| 1960年（昭和35年） | 10,789人 |  |
| 1965年（昭和40年） | 10,002人 |  |
| 1970年（昭和45年） | 8,941人  |  |

1956年3月31日合併以前の旧足守町の人口の推移
| \| 1920年（大正9年） \| 2,395人 \| \| \| 1925年（大正14年） \| 2,418人 \| \| \| 1930年（昭和5年） \| 2,379人 \| \| \| 1935年（昭和10年） \| 2,528人 \| \| \| 1940年（昭和15年） \| 2,355人 \| \| \| 1947年（昭和22年） \| 3,102人 \| \| \| 1950年（昭和25年） \| 2,974人 \| \| \| 1955年（昭和30年） \| 2,776人 \| \| |         |  |
| 総務省統計局 / 国勢調査 |         |  |
| 1920年（大正9年） | 2,395人 |  |
| 1925年（大正14年） | 2,418人 |  |
| 1930年（昭和5年） | 2,379人 |  |
| 1935年（昭和10年） | 2,528人 |  |
| 1940年（昭和15年） | 2,355人 |  |
| 1947年（昭和22年） | 3,102人 |  |
| 1950年（昭和25年） | 2,974人 |  |
| 1955年（昭和30年） | 2,776人 |  |

## 出身有名人
- 緒方洪庵
- 木下利玄
- 藤田聯蔵
- 藤田正蔵